# Sergei Leonyuk
Serguei Leonyuk (ou Leonjuk), né le 3 avril 1960 à Minsk, est un ancien joueur de tennis soviétique.

## Carrière
Pilier du double de l'équipe d'URSS de Coupe Davis dans les années 1980, il y joue 14 rencontres pour 8 victoires. Il débute en simple en 1980 contre la France, il perd contre Pascal Portes puis Yannick Noah. Pour son premier match du groupe mondial en 1983 il joue et perd en double avec Konstantin Pugaev contre la paire française Yannick Noah / Henri Leconte. Il a joué 2 autres rencontres dans le groupe mondial (1985 et 1986). Contre les Tchécoslovaques, accompagné d'Alexander Sverev Sr., il a battu en double le numéro un mondial de la discipline Tomáš Šmíd qui était associé à Libor Pimek (no 60), à Tbilissi (3-6, 4-6, 11-9, 8-6, 7-5).
Il a joué un 1er tour d'un tournoi ATP à Calcutta en 1978. Il perd en simple contre Ramesh Krishnan (6-1, 6-0) et en double contre Gilles Moretton et Yannick Noah. Il a aussi participé à neuf tournois Challenger entre 1984 et 1987 et a remporté par forfait celui de Tampere en 1986 avec Ģirts Dzelde contre l'Italien Alessandro De Minicis accompagné du Grec George Kalovelonis.
Il est sacré champion d'Union Soviétique en 1983 et finaliste de l'édition suivante.
Il a été entraîneur adjoint de l'équipe de Russie de Coupe Davis sous la direction d'Anatoly Lepeshin. Il a aussi entraîné Vladimir Voltchkov avant que ce dernier ne passe professionnel.